# مدارگرد قمرهای یخی مشتری

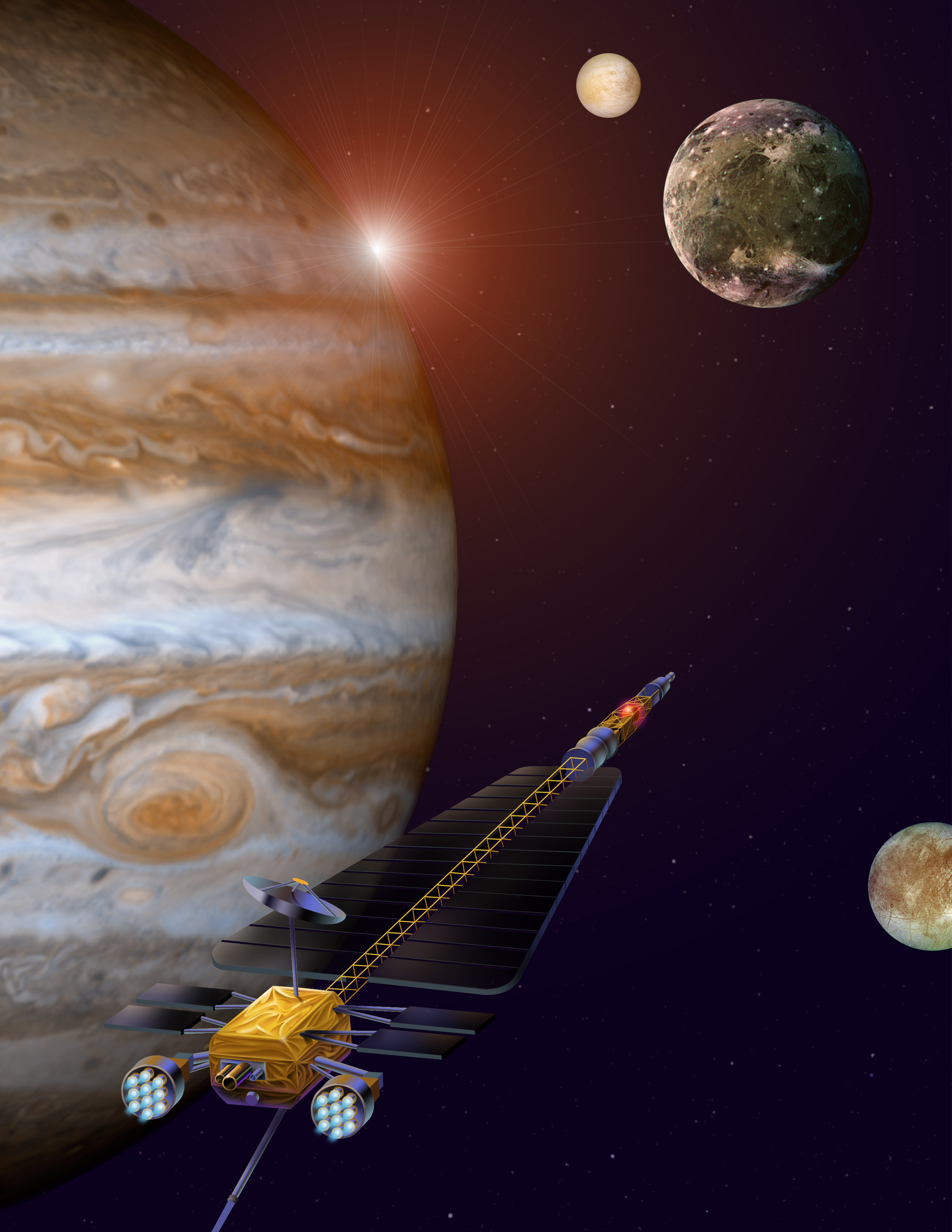
طرح هنری مفهومی از مدارگرد قمرهای یخی مشتری

مدارگرد قمرهای یخی مشتری (انگلیسی: Jupiter Icy Moons Orbiter) که به اختصار JIMO نامیده می‌شود، فضاپیمای پیشنهادی ناسا بود که به منظور کاوش قمرهای یخی مشتری طراحی شده بود. نخستین هدف این مدارگرد قمر اروپا بود، جایی که اقیانوسی از آب مایع ممکن است حیات بیگانه را در خود جای داده باشد. اکنون تصور می‌شود که قمرهای گانیمد و کالیستو اقیانوس‌های مایع و نمکی در زیر سطوح یخی خود دارند نیز از اهداف مدنظر این کاوشگر بودند.
این پروژه به دلیل تغییر اولویت‌ها در ناسا که طرفدار مأموریت‌های فضایی خدمه‌دار بود، بودجه خود را در سال ۲۰۰۵ از دست داد و عملاً مأموریت آن لغو شد. از جمله مسائل دیگر این بود فناوری هسته‌ای پیشنهادی آن بیش از حد جاه طلبانه تلقی می‌شد.
این مأموریت در زمان لغو، در مراحل اولیه برنامه‌ریزی بود و  انتظار نمی‌رفت که پیش از سال ۲۰۱۷ پرتاب شود. جیمو نخستین مأموریت پیشنهادی پروژه پرومتئوس ناسا به‌شمار می‌رفت که برنامه‌ای برای توسعه شکافت هسته‌ای جهت استفاده در پیشرانش‌های فضایی بود.